# Stefan Lindqvist
Pour les articles homonymes, voir Lindqvist.
Stefan Lindqvist, né le 18 mars 1967 à Halmstad (Suède) et mort le 1er mars 2020 à Särö (Suède), est un footballeur suédois qui évoluait au poste de milieu de terrain à Halmstads BK, l'IFK Göteborg, le Neuchâtel Xamax, au Dalian Wanda, au Strømsgodset IF et à Motherwell ainsi qu'en équipe de Suède.
Il compte cinq sélections pour un but inscrit avec l'équipe de Suède entre 1989 et 1990.

## Carrière
- 1986-1990 : Halmstads BK
- 1990 : Neuchâtel Xamax
- 1991-1996 : IFK Göteborg
- 1997 : Dalian Wanda
- 1997 : IFK Göteborg
- 1998 : Motherwell
- 1998 : Strømsgodset IF
- 1999 : IFK Göteborg

## Palmarès

### En équipe nationale
- 5 sélections et 0 but avec l'équipe de Suède entre 1989 et 1990.

### Avec l'IFK Göteborg
- Vainqueur du Championnat de Suède de football en 1991, 1993, 1994, 1995 et 1996.
- Vainqueur de la Coupe de Suède de football en 1991.